# Fabci
Fabci so naselje v Občini Ilirska Bistrica.